# Diocesi di Tralle di Asia

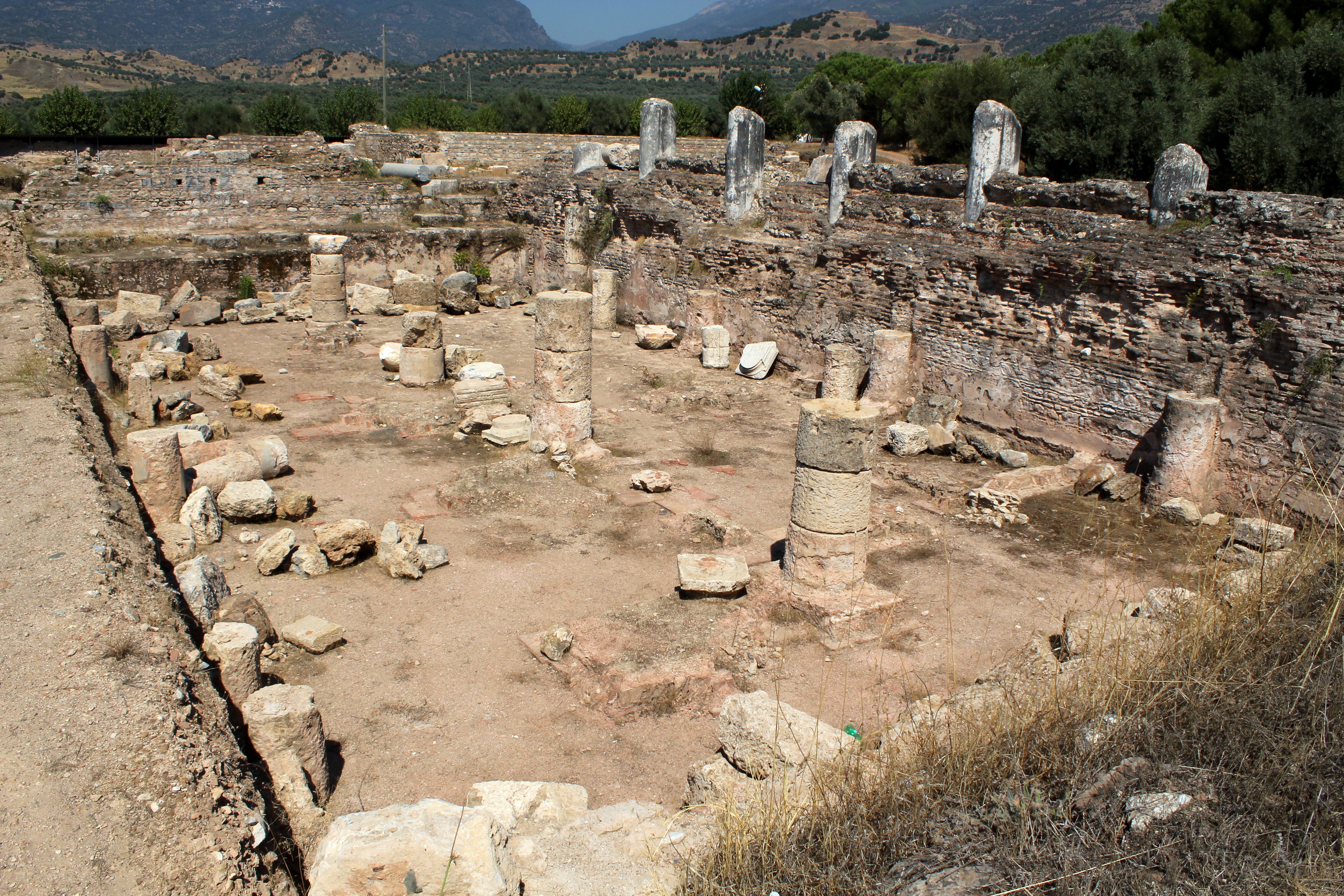
Resti del gymnasium di Tralles.

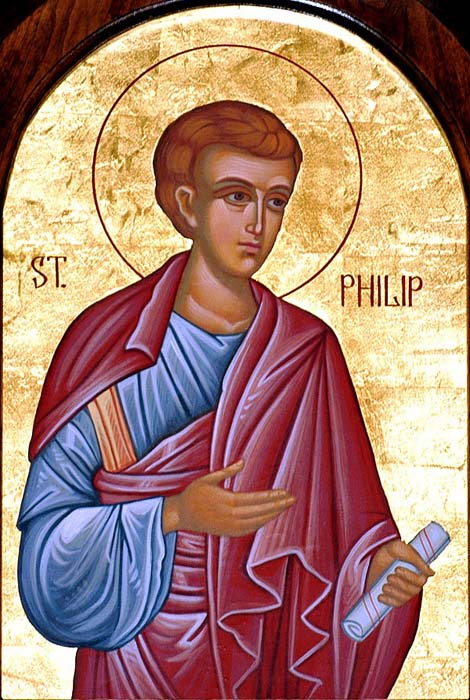
Il diacono Filippo.

La diocesi di Tralle di Asia (in latino Dioecesis Tralliana in Asia) è una sede soppressa del patriarcato di Costantinopoli e una sede titolare della Chiesa cattolica.

## Storia
Tralle di Asia, identificabile con Aydın in Turchia, è un'antica sede episcopale della provincia romana di Asia nella diocesi civile omonima. Faceva parte del patriarcato di Costantinopoli ed era suffraganea dell'arcidiocesi di Efeso.
Tralle fu sede di un'antica comunità cristiana, risalente agli albori del cristianesimo. La tradizione pone come primo vescovo Filippo, uno dei sette diaconi della Chiesa di Gerusalemme, la cui istituzione ci è raccontata dal libro degli Atti degli Apostoli (6,1-6 e 8,26-40). La comunità fu destinataria di una delle lettere scritte da Ignazio di Antiochia, ove è menzionato il vescovo Polibio.
La diocesi è documentata nelle Notitiae Episcopatuum del patriarcato di Costantinopoli fino al XII secolo.
Il primo vescovo storicamente attestato è Eracleone, che prese parte al concilio di Efeso nel 431. Altri vescovi sono noti per la loro partecipazione ai concili ecumenici dell'antichità e alle altre grandi assisi conciliari del primo millennio: Massimo (449 e 451), Mirone (692), Teofilatto (787), Teofane (869) e Teofisto o Teopisto (879).
Fonti letterarie hanno trasmesso i nomi di altri tre vescovi. Un Corpus di lettere, ritenute apocrife, indirizzate a Pietro Fullo, vescovo monofisita di Antiochia, contiene anche una lettera di Asclepiade, vescovo di Tralle di Asia, che rimprovera a Pietro di aver aggiunto al Trisagion la formula teopaschita. Tra i vescovi monofisiti consacrati da Giacomo Baradeo in occasione del suo passaggio in Asia attorno al 558 figura anche il vescovo Pietro di Tralle. Nella Vita di san Lazzaro Galesiotès si fa menzione di un anonimo vescovo di Tralle (XI secolo), che in quell'occasione occupava anche la carica di economo della sede metropolitana di Efeso.
Numerosi sono poi i vescovi noti di Tralle grazie all'esistenza dei loro sigilli vescovili, che ci fanno così conoscere i nomi di Leone, Michele, Teofilatto II, Nicola e Niceforo, attestati tra il IX e il XII secolo. Gli ultimi due vescovi sono Teodoro e Giovanni, che parteciparono ai sinodi provinciali indetti dai metropoliti efesini nel 1167, nel 1216 e nel 1230.
Nel 1284 la città venne conquistata dai Selgiuchidi; da questo momento essa è conosciuta nelle fonti greche con il nome di Iliopoli (in greco: Ηλιούπολις). Nel 1774 il patriarcato istituì una nuova diocesi, suffraganea di Efeso, con il nome di Iliopoli e Thira, promossa al rango di sede metropolitana nel dicembre 1901. La metropolia di Iliopoli e Thira fu soppressa de facto in seguito alla disfatta dell'esercito greco nell'agosto 1922; tutti i greci che abitavano la regione morirono o furono fatti evacuare all'arrivo dell'esercito turco; oggi non esistono più cristiani ortodossi nel territorio dell'antica metropolia.
Dal XVII secolo Tralle di Asia è annoverata tra le sedi vescovili titolari della Chiesa cattolica; la sede è vacante dal 21 agosto 1974.

## Cronotassi

### Vescovi greci
- San Filippo † (I secolo)
- Polibio † (menzionato attorno al 107)
- Eracleone † (menzionato nel 431)
- Massimo † (prima del 449 - dopo il 451)[8]
- Asclepiade † (seconda metà del V secolo)
- Uranio ? † (menzionato nel 553)[9]
  - Pietro † (circa 558/566) (vescovo monofisita)
- Mirone † (menzionato nel 692)[10]
- Costantino ? † (VIII secolo)[11]
- Teofilatto I † (menzionato nel 787)[12]
- Leone † (IX secolo)[13]
- Teofane † (menzionato nell'869)[14]
- Teopisto (o Teofisto) † (menzionato nell'879)[15]
- Anonimo † (XI secolo)
- Michele † (XI secolo)[16]
- Teofilatto II † (seconda metà dell'XI secolo)[17]
- Nicola † (seconda metà dell'XI secolo)[18]
- Niceforo † (circa XI/XII secolo)[19]
- Teodoro † (menzionato nel 1167)
- Giovanni † (prima del 1216 - dopo il 1230)

### Vescovi titolari
- Zacharias de Metz † (22 febbraio 1656 - 13 luglio 1661 deceduto)[20]
- Matthew Makil † (11 agosto 1896 - 26 gennaio 1914 deceduto)
- Antonio Hernández y Rodríguez † (23 settembre 1922 - 13 gennaio 1926 deceduto)
- Eugène-Charles-Philippe Crépin † (9 aprile 1926 - 1º aprile 1942 deceduto)
- Emanuele Galea † (9 giugno 1942 - 21 agosto 1974 deceduto)